# Shanti Das
Shanti Das (* vor 1955; † 14. August 2011 in Mumbai, Maharashtra) war ein indischer Art Director.

## Werdegang
Seine Arbeit für den Film begann er Mitte der 1950er Jahre als Bühnenmaler, u. a. für Shree 420. Von etwa 1960 bis in die 1990er Jahre war er als Szenenbildner für die Hindi-Filmindustrie tätig. Er arbeitete ab Dil Deke Dekho (1959) für zahlreiche Filme des am selben Tag verstorbenen Shammi Kapoor, darunter auch dessen Regiedebüt Manoranjan (1974). Er war mehrmals Szenenbildner (Art director) von Filmen der Regisseure Nasir Hussain und Shakti Samanta.
Shanti Das wurde für Phool Aur Patthar (1966), Talash (1969) und Hum Kisi Se Kum Nahin (1977) jeweils mit dem Filmfare Award für das beste Szenenbild ausgezeichnet.

## Filmografie (Auswahl)
- 1992: Nishchaiy
- 1985: Tawaif
- 1982: Teri Kasam
- 1981: Zamaane Ko Dikhana Hai
- 1981: Barsaat Ki Ek Raat
- 1980: Insaf Ka Tarazu
- 1980: The Burning Train
- 1977: Hum Kisi Se Kum Nahin
- 1974: Manoranjan
- 1973: Yaadon Ki Baaraat
- 1972: Seeta Aur Geeta
- 1971: Amar Prem
- 1971: Caravan
- 1971: Hulchul
- 1970: Pagla Kahin Ka
- 1969: Aradhana
- 1969: Talash
- 1967: An Evening in Paris
- 1966: Phool Aur Patthar
- 1966: Teesri Manzil
- 1964: Kashmir Ki Kali
- 1964: Ziddi
- 1962: Half Ticket
- 1962: Professor
- 1961: Junglee
- 1961: Passport
- 1960: Love in Simla
- 1959: Dil Deke Dekho